# Det Hvide Skib
Det Hvide Skib (latin: Candida nauis, fransk: la Blanche-Nef) var et skib, der sank i den Engelske Kanal ved Normandiets kyst ved Barfleur den 25. november 1120. Kun én af de ombordværende overlevede. Blandt de druknede var William Adelin, den eneste ægte søn og arving til kong Henrik 1., hans halvsøster Matilda og hans halvbror Richard. William Adelins død førte til strid om arvefølgen og til borgerkrigen i England, anarkiet.